# Astro Blaster
Astro Blaster est un jeu vidéo d'arcade de type shoot 'em up fixe édité par Sega en 1981. Il a été conçu et programmé par Gary Shannon et Barbara Michalec. Astro Blaster intègre la technologie de synthèse vocale; en attract mode, une voix indique: "Des pilotes de chasse sont nécessaires dans les guerres de secteurs ... jouez à Astro Blaster !" 

## Système de jeu
Le joueur contrôle un navire (ressemblant au Battlestar Galactica) qui peut tirer et se déplacer à gauche ou à droite. Le joueur doit surveiller en permanence la température à l'écran et les jauges de carburant. si le navire surchauffe, son arme est désactivée et s’il est épuisé en carburant, le navire lui-même explose. Le joueur doit combattre des vagues d'ennemis, qui attaquent avec des formations et des schémas de vol variés. Quand une vague est détruite, une nouvelle apparaît.
À la fin de chaque secteur, le joueur vole à travers une ceinture d'astéroïdes et peut obtenir du carburant supplémentaire en tirant des boules de feu. Après cela, le vaisseau mère est rencontré, où le joueur accoste et fait le plein pour le secteur suivant.
Le joueur est récompensé pour avoir terminé chacune des vingt-cinq tâches non divulguées (appelées "bonus secrets" sur les instructions du cabinet), telles que tirer sur tous les ennemis dans un ordre spécifique ou tirer sur tous les ennemis sans les rater.

## Héritage
Astro Blaster est l'un des cinq jeux à débloquer de la version de la PlayStation Portable de Sega Genesis Collection .
Dans Shenmue , le jeu Dreamcast 2001 de Sega, une armoire Astro Blaster est située dans l'arcade YOU de Dobuita, mais elle porte une étiquette "en panne" et n'est pas jouable.
Le record du monde actuel est détenu par Gus Pappas avec 299 100 points sur Astro Blaster le 20 novembre 1982 à Napa, Californie , USA.

## Accueil
Astro Blaster a reçu la note de 9 sur 10 sur le site GameFAQs